# Silvio Pozzoli
Silvio Pozzoli (ur. 19 lipca 1953 w Mediolanie) – włoski piosenkarz italo disco, popularny w latach 80. XX wieku.

## Kariera
Jako wykonawca występujący solo, posługiwał się pseudonimem Silver Pozzoli. W latach 80. wydał takie single jak „Around My Dream” czy też „Step By Step”.
W międzyczasie, artysta udzielał się również w innych projektach italo disco: min. udzielił wokalu w oryginalnej wersji przeboju „Mad Desire” Den Harrow (nieco później śpiewanej przez Toma Hookera). Wokalista brał udział także w projekcie Club House (jako członek tej grupy, brał udział w produkcji nagrań „Do It Again (Medley With Billie Jean)" i „Deep In My Heart").
Piosenkarz brał także udział w konkursach takich jak Festiwal Piosenki Włoskiej w San Remo. Jako wokalista wspierający (w chórkach) współpracował z takimi wykonawcami jak Loredana Bertè, Vasco Rossi, Renato Zero, Eros Ramazzotti, Cristina D'Avena, Enzo Jannacci, Riccardo Cocciante, Ivana Spagna, Anna Oxa, Enrico Ruggeri, Giorgio Gaber, Roberto Vecchioni, Adriano Celentano, Gianni Morandi, Mina, Bruno Lauzi, Claudio Baglioni, Toto Cutugno, Ivan Graziani, Al Bano i Romina Power, Ricchi e Poveri oraz Laura Pausini.
W latach 90. jako członek grup Allarme PSM i Club House brał udział w produkcji kilku singli italo house i italo dance.
W 2008, na rynku pojawił się album Around Your Dreams: Acoustic Versions Of 80’s Masterpieces, będący w sporym stopniu składanką istotnych nagrań w życiu artysty (min. „You’re My Heart, You’re My Soul” duetu Modern Talking czy „Smalltown Boy” grupy Bronski Beat).
3 listopada 2015 ukazała się kompilacja The Original Maxi-Singles Collection.

## Dyskografia

### Albumy
- 1987 – Around My Dream
- 2009 – Around Your Dreams: Acoustic Versions Of 80’s Masterpieces

### Single
- 1985 – Around My Dream (nr 21. we Francji i Niemczech, 9. i 21. w Holandii, 25. w Szwajcarii, 1. w RPA)
- 1985 – Step By Step (nr 22. w Holandii)
- 1986 – Around My Dream (Remix)
- 1986 – From You To Me
- 1987 – Pretty Baby
- 1987 – Chica Boom
- 1987 – Cross My Heart (wyd. Many Records)
- 1987 – Take My Heart
- 1987 – Let Me Be Your Love
- 1988 – Love Is The Best (wyd. TIME Records)
- 1992 – With Or Without You
- 1992 – Sing Sing Sing Along (wyd. ZYX Music)
- 1993 – Around My Dream ’93
- 1994 – Don’t Forget Me (wyd, ZYX Music)

### Featuring
- 1980 – Astro Robot contatto ypsylon (jako członek Gil Ypsylon)
- 1980 – Billy il bugiardo (jako Billy’S Gang)
- 1980 – Huck e Jim (jako członek Louisiana Group)
- 1980 – La principessa Sapphire (jako członek I Cavalieri Di Silverland)
- 1980 – Tekkaman (jako członek I Micronauti)